# USS McLanahan (DD-264)
USS McLanahan (DD-264) là một tàu khu trục lớp Clemson được Hải quân Hoa Kỳ chế tạo vào cuối Chiến tranh Thế giới thứ nhất. Trong Chiến tranh Thế giới thứ hai, nó được chuyển cho Hải quân Hoàng gia Anh, được đổi tên thành HMS Bradford (H72), và đã phục vụ cho đến khi xung đột kết thúc. Nó là chiếc tàu chiến đầu tiên của Hải quân Hoa Kỳ được đặt tên theo Tenant McLanahan (1820-1848), một sĩ quan hải quân tử trận trong cuộc Chiến tranh Mexico-Hoa Kỳ.

## Thiết kế và chế tạo
McLanahan được đặt lườn vào ngày 20 tháng 4 năm 1918 tại xưởng tàu Squantum Victory Yard của hãng Bethlehem Shipbuilding Corporation ở Squantum, Massachusetts. Nó được hạ thủy vào ngày 22 tháng 9 năm 1918, được đỡ đầu bởi bà Charles M. Howe; và được đưa ra hoạt động vào ngày 5 tháng 4 năm 1919 dưới quyền chỉ huy của Hạm trưởng, Trung tá Hải quân R. B. Coffey.

## Lịch sử hoạt động

### USSMcLanahan
Sau khi hoàn tất chạy thử máy ngoài khơi bờ biển Massachusetts, McLanahan được điều động về Hạm đội Thái Bình Dương. Nó được đưa về lực lượng dự bị tại San Diego, California vào tháng 10 năm 1919, và được cho xuất biên chế vào tháng 6 năm 1922. Nó tiếp tục ở lại San Diego cho đến khi được cho nhập biên chế trở lại vào ngày 18 tháng 12 năm 1939. Sau khi được đại tu và tái trang bị, nó lên đường đi sang vùng bờ Đông. Vào ngày 8 tháng 10 năm 1940, nó được cho xuất biên chế khỏi Hải quân Hoa Kỳ tại Halifax, Nova Scotia, và được chuyển giao cho Anh Quốc theo Thỏa thuận đổi tàu khu trục lấy căn cứ. Nó nhập biên chế cùng Hải quân Hoàng gia Anh như là chiếc HMS Bradford (H72).

### HMSBradford
Bradford được cải biến để tối ưu cho nhiệm vụ hộ tống tàu buôn bằng cách tháo dỡ hai nồi hơi phía trước, thay thế bằng các thùng nhiên liệu bổ sung. Điều này giúp gia tăng tầm xa hoạt động, nhưng làm giảm bớt tốc độ tối đa xuống còn 25 hải lý trên giờ (46 km/h) Từ năm 1941 đến năm 1943, Bradford thực hiện nhiệm vụ hộ tống vận tải tại Đại Tây Dương, bao gồm các đoàn tàu vận tải đi đến Bắc Phi phục vụ cho Chiến dịch Torch. Vào ngày 3 tháng 5 năm 1943, nó được cho là không còn phù hợp cho công việc hộ tống giữa đại dương, và được cho xuất biên chế tại Devonport. Tại đây cho đến khi chiến tranh kết thúc, nó phục vụ như một tàu nghỉ ngơi. Nó bị tháo dỡ tại Troon vào ngày 19 tháng 6 năm 1946.